# Ophiorrhiza oppositiflora
Ophiorrhiza oppositiflora är en måreväxtart som beskrevs av Joseph Dalton Hooker. Ophiorrhiza oppositiflora ingår i släktet Ophiorrhiza och familjen måreväxter. Inga underarter finns listade i Catalogue of Life.